# Plestiodon septentrionalis
Plestiodon septentrionalis là một loài thằn lằn trong họ Scincidae. Loài này được Baird mô tả khoa học đầu tiên năm 1858.

## Hình ảnh

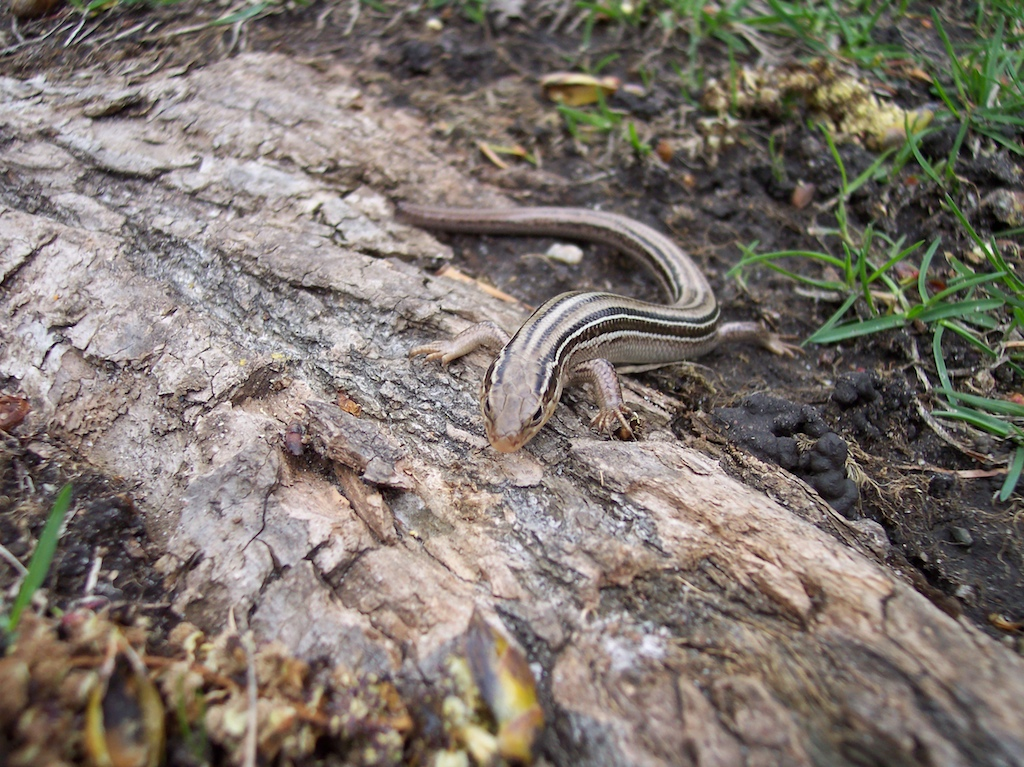
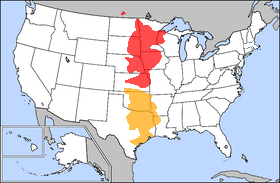